# تشيب حنا
تشيب حنا (بالإنجليزية: Chip Hanna)‏ هو مغن مؤلف أمريكي، ولد في 1965 في باتون روج في الولايات المتحدة.

## وصلات خارجية
- تشيب حنا على موقع IMDb (الإنجليزية)
- تشيب حنا على موقع ميوزك برينز (الإنجليزية)
- تشيب حنا على موقع أول ميوزيك (الإنجليزية)
- تشيب حنا على موقع ديسكوغز (الإنجليزية)